# World Team Challenge 2016
Il World Team Challenge 2016 si è svolto il 28 dicembre alla Veltins-Arena di Gelsenkirchen.
La competizione si articola in due fasi: una prima gara in mass start e una seconda gara di inseguimento, con distacchi dimezzati. 

## Risultati
| Pos | Atleti                                      | Nazione   | Tempo     |
| --- | ------------------------------------------- | --------- | --------- |
| 1   | Simon Schempp / Vanessa Hinz                | Germania  | 33:11,4   |
| 2   | Erik Lesser / Franziska Hildebrand          | Germania  | +0:16,7   |
| 3   | Alexei Wolkow / Olga Podtschufarowa         | Russia    | +0:40,2 ' |
| 4   | Jean-Guillaume Béatrix / Anaïs Bescond      | Francia   | +0:42,6   |
| 5   | Simon Eder / Julia Schwaiger                | Austria   | +0:43,0   |
| 6   | Lars Helge Birkeland / Fanny Horn Birkeland | Norvegia  | +0:43,3   |
| 7   | Michal Šlesingr / Gabriela Soukalová        | Rep. Ceca | +0:57,6   |
| 8   | Dominik Windisch / Dorothea Wierer          | Italia    | +1:06,1   |
| 9   | Serhij Semenow / Olena Pidhruschna          | Ucraina   | +1:20,0   |
| 10  | Macx Davies / Megan Tandy                   | Canada    | +2:32,0   |